# Jovianos e Herculianos
Jovianos e Herculianos (em latim: Ioviani et Herculiani) eram duas unidades seniores da guarda palatina na época do imperador Diocleciano (r. 284–305) e que continuaram a existir depois de seu reinado como unidades seniores nos exércitos do Império Romano do Ocidente e do Império Romano do Oriente.

## História
O nome é uma referência ao relacionamento promovido entre os dois co-imperadores, Diocleciano e Maximiano, com os deuses romanos Júpiter e Hércules. A antiga Guarda Pretoriana estava baseada na Castra Pretoria, em Roma, e por muito tempo se mostrou pouco confiável, promovendo e depondo seus próprios candidatos ao trono imperial, chegando ao extremo de, em 193, leiloar a posição (que foi adquirida por Dídio Juliano). Por causa disto, Diocleciano, cuja capital era Nicomédia, promoveu duas legiões de Ilírico (V Iovia e VI Herculia), sua terra natal, como sendo sua própria guarda pessoal. Ao serem promovidas, as duas antigas legiões foram rebatizadas de "Ioviani" e "Herculiani" ("Jovianos e Herculanos"). A Guarda Pretoriana continuou a existir até ser abolida definitivamente por Constantino I por volta de 312 para ser substituída pelas novas Escolas Palatinas (em latim: Scholae Palatinae). As duas legiões, porém, continuaram a ser contadas entre as mais seniores unidades do exército imperial romano e, depois da divisão do império nas duas metades, ambas foram também divididas.
No "Notitia Dignitatum", do final do século IV, as duas unidades aparecem, no ocidente como "seniores" e sob o comando direto de um mestre dos soldados ("magister peditum") e, no oriente, como "iuniores" e comandadas por um mestre dos soldados na presença. Em 398, os Jovianos e Herculianos do ocidente fizeram parte do pequeno exército que invadiu a África para acabar com a Revolta Gildônica.